# Scènes de balcon
 (juin 2023).
Les scènes de balcon sont des scène se déroulant dans la littérature et le cinéma mondial. Elles sont principalement présentes sous la forme de scènes de théâtre, depuis l'Antiquité, grâce aux théâtre Grec, en partie.
Ces scènes permettent le plus souvent de faire transition entre l'extérieur et l' intérieur, entre la frontière, le désir amoureux et la satisfaction de celui-ci.

## Fonction et symbolique
Après des siècles de farces et de comédies à l'italienne et des tragédies au siècle classique, le théâtre se renouvelle au début du XVIIe siècle. La comédie cherche à se réinventer. Tout commence dans l'amour, "un paradigme du féminin" semble être au centre de ce modèle de sociabilité. Les femmes vont occuper une place primordiale dans cette "nouvelle éducation".
Une scène de balcon repose sur un obstacle physique ; une séparation scénographique qui rompt le plateau en deux ; deux lieux dont les propriétés diffèrent : le balcon, d’une part, et la rue ou la place, représentée par le reste du plateau ; entre ces deux lieux, il est impossible de circuler librement, comparé à un décor normal plus praticable.
Le balcon possède cinq propriétés et les partage avec trois autres éléments : le mur, la porte et la fenêtre. Premièrement, ces trois éléments se situent à la limite entre l'intérieur de la maison et l'extérieur. Deuxièmement, le balcon constitue l'ouverture du mur et permet à des personnes qui sont à l'intérieur de communiquer avec des personnes situées à l'extérieur. Troisièmement, contrairement à la porte, le balcon n'est pas destiné à passer de l'intérieur à l'extérieur et vice versa. Quatrièmement, le balcon se caractérise par son élévation. Et enfin, contrairement à la fenêtre, le balcon n'est pas une ouverture, mais un lieu à part entière. Il constitue un espace intermédiaire dont il est séparé par une porte ou une fenêtre.,.

## Cas de la scène de balcon dansRoméo et Juliette
Shakespeare écrit Roméo et Juliette en 1597. Dans l'acte II, scène II, Shakespeare décrit la rencontre entre Roméo et Juliette à un bal, organisée par les parents de Juliette. Roméo et Juliette vont tomber amoureux, mais ils viennent de deux familles qui se détestent : les Capulets, famille de Juliette, et les Montaigu, famille de Roméo. Cette rencontre sera l'occasion de réparer le passé entre ces deux familles. Pour Juliette, persuadée par sa mère et sa nourrice, le bal sera l'occasion de rencontrer un possible futur époux, même si Capulet n'est pas pressé de marier sa fille. Au cours de ce bal, Roméo tombe amoureux de Juliette.
Roméo et Juliette, qui comporte la scène de balcon la plus connue au monde, nous montre Roméo qui rejoint Juliette en dessous de son balcon ; celle-ci lui déclare son amour, Roméo lui déclare le sien. La scène se situe dans un jardin : cela peut faire allusion au jardin d’Eden. Roméo et Juliette sont donc "dans le jardin" de la pureté et protégés par une puissance astrale supérieure,.

## Textes comportant une «scène de balcon»
Pièces de théâtre comportant une scène de balcon, parmi les plus connues :
Le Barbier de Séville de Beaumarchais. Tout l’acte I se passe sous le balcon de Rosine ; le comte attend que Rosine laisse innocemment tomber une lettre. Il y a plus tard la scène des « jalousies » ; l’épisode de Chérubin sautant par la fenêtre, le dehors pouvant être l’expression possible d’un amour transgressif, de l’ouverture et du salut.
Lancelot ou le chevalier de la charrette de Chrétien de Troyes. Lorsqu'il vit la reine enlevée par Méléagant, Lancelot part la sauver. Pour parvenir à sa quête, il devra accomplir des prouesses et consentir à des sacrifices. Lancelot se résout à monter dans une charrette de condamné conduite par un bouvier, signe d'opprobre à l'époque médiévale, dans le but de sauver sa dame : il perd son honneur et devient un paria.
Amours de don Perlimplin et Bélisa en son jardin de Federico García Lorca. Don Perlimplin, âgé de 50 ans, ne pensait pas au mariage avant que sa servante, Marcolfe, ne le lui impose. C'est avec la blanche Bélise qu'il va se marier. Don Perlimplin découvre ainsi l'amour et le corps de Bélise. Grâce à elle, le monde se révèle à lui d'une façon nouvelle, il découvre ce que les sens dévoilent. Mais Bélise n'est pas capable d'accueillir l'amour de Don Perlimplin.
Pelléas et Mélisande III, 2, de Maurice Maeterlinck. Pelléas et Mélisande se dirigent vers la fontaine des aveugles. Mélisande joue avec la bague offerte par Golaud et la perd dans l’eau. Au même moment, Golaud tombe de cheval. Il est blessé. Golaud se rend compte de l’absence de la bague quand Mélisande le veille. Il lui ordonne d’aller la chercher. Pelléas l’accompagne dans un lieu sinistre où plane l’ombre de la mort. Pelléas reste en bas et touche les longs cheveux de son aimée qu’elle laisse pendre de son balcon.
L’École des femmes, de Molière. Arnolphe a peur de l'infidélité des femmes ; pour l'éviter, il veut se marier avec Agnès, sa fille adoptive. Il garde Agnès chez lui, mais Agnès tombe amoureuse d'Horace, qui est passé en face de sa maison, et qui a échangé des révérences avec Agnès. Arnolphe apprend à Agnès les lois du mariage pour qu'Agnès sache quoi dire et comment se comporter après et lors du mariage souhaité par Arnolphe, mais tout ne se passera pas comme il le voulait.
Cyrano de Bergerac d' Edmond Rostand. Cyrano de Bergerac est amoureux de sa cousine Roxane. Elle lui avoue qu'elle aime Christian de Neuvillette, un nouveau cadet. Elle lui fait promettre de le protéger. Cyrano, qui veut aider Christian et faire le bonheur de Roxane, écrit pour Christian des lettres d'amour. 